# 第二次国共合作
第二次国共合作，國際上稱第二次統一戰線（英語：Second United Front），是指中国全面对日抗战期间中国共产党与中国国民党完成的第二次和解与合作。第一次国共内战期间，蘇聯对中共指示應聯蔣抗日。國民政府採安內攘外方針，也遭到中國地方軍閥的反對。張學良、杨虎城發動西安事變挾持蔣中正，國民政府被迫放棄對內統一的政策，進行第二次国共合作。

## 历史

### 中國國民黨
中国国民党在面對日本軍事步步逼進，在抗日情緒高漲的壓力下，蒋中正也对其先安內后攘外政策作出调整，願意和中国共产党商討共同抗日。1935年11月，中国国民党第五次全国代表大会后，蒋中正对进行中之中日外交谈判采取了强硬态度；调整了对苏联之政策。与此相联系，蒋在1935年11月提出“打通与共产党的关系”。
1935年10月，中國共產黨《中央為目前反日討蔣的秘密指示信》比「八一宣言」又前進一大步。指示信認為中國社各階級政治態度和1927年時「大不相同了」：廣大小資產階級、一部份民族資產階級及一些中國國民黨軍官政客也反蔣反日；一些中國國民黨將領不願當亡國奴和日本走狗，又為士兵群眾威脅，要另圖生路。總之「目前中國革命的社會基礎大大的擴展了」。指示信提出：黨之策略方針是廣泛之統一戰線。全黨要充分認識：「不管什麼階級（從工農起資本家止），若果他們不願做亡國奴，願盡一點救中國的義務，中國共產黨願與之聯合以同策謀抗日反蔣行動」；「不管什麼黨（從生產黨至社會民主黨、國家主義派止），若果他們願意做任何反日反蔣的活動，有一點救國救亡的情緒時，中國共產黨都願意很誠意誠懇的與之統一戰線以共同擔負起救中國的責任」。
在此情况下，从1936年初开始，国共两党间打破长期对立僵局，通过多种渠道，双方派出代表，进行秘密接触。中国国民党要求“合作抗日”与中国共产党沟通，互相了解，为两党正式谈判开辟道路。1936年11月23日，全国各界救国联合会执行委员等七人被國民政府逮捕。最後，中共派周恩来到西安與中國國民黨商解決問題，在宋子文、宋美齡斡旋下，蔣放棄「攘外必先安內」的基本國策而獲釋，國共兩黨表面上聯合抗日，成爲日後影響中國抗日戰爭與國共內戰關鍵因素之一。中國一切階級都日益認識到，進一步對日本屈膝妥協，對中國一切階層都將意味着毁滅:11。
1936年12月12日，张學良、杨虎城趁國民政府軍事委員會委員長蔣中正親自到西安指挥剿共之机，發動西安事變，对蔣“兵谏”，震惊中外。蔣最終在宋美龄、周恩来斡旋下獲得釋放。中共在西安事變後樂觀認為：「目前只要三方面團結，真正的硬一下，使中央軍不敢猛進，有可能釋放張學良，完成西北半獨立之局面。」:37最終在蘇聯介入下中共暫緩抗擊國民政府，使国共两党间长达10年之内战基本停止，使國民政府與中國共產黨進行第二次國共合作。國民政府加強控制西北。
由於張學良、楊虎城二人造成西安事變，中國共產黨得以復甦，早於1937年2月，接受西安行營主任顧祝同收編。2月9日至9月下旬，国共两党代表先后在西安、杭州、庐山和南京等地举行6次谈判。经过7个多月反复商谈，中国共產黨同意結束分離主義、暫緩階級鬥爭運動:217-221。
8月6日，日军占领下的北平政府成立后，8月20日冀察政務委員會被解散。8月20日至25日，中国共产党召開洛川會議，確立中共抗戰方針:32：“創造根據地，牽制消滅敵人，配合國民黨軍作戰，保存和擴大紅軍，爭取共產黨對『民族革命』戰爭的領導權。”同日，毛澤東則命令八路軍跨越山西至河北，支持傅作義部隊作戰，卻事後透過無線電告知前線指揮官，早先命令純粹為宣傳，事實上八路軍應盡量放慢移動速度，「每天移動五十里（徒步25公里），每行軍三天，休息一天。」8月22日，發佈收編投誠之中國共產黨命令如下：任命朱德為國民革命軍第八路軍總指揮，彭德怀為副总指挥；共轄3個師，其兵額為20,000人。軍事委員會並指定第八路軍列入第二戰鬥序列，歸閻鍚山指揮，開赴晉北作戰。任弼时任八路軍政治部主任陝甘寧邊區政府則由林祖涵與張國燾充任正副主席。
9月6日，國民政府軍事委員會命令，將中國共產黨軍隊改編為國民革命軍第八路軍，朱德任總指揮。国民革命军第八路军共计4.5万人，上设总指挥部。國民政府通過「根絕赤禍案」，承认陕甘宁边区政府，停止軍事剿共，為国民革命军第八路军撥發軍餉。
9月22日，國民政府發表中國共產黨共赴國難宣言。中國共產黨向國民政府提出「為進兩步而退一步」之四項諾言如下：（一）孫中山先生的三民主義為中國今日之必需，本黨願為其徹底實現而奮鬥；（二）取消一切推翻國民黨政權的暴動政策及赤化運動，停止暴動政策及赤化運動，停止一切以暴動沒收地主土地的政策；（三）取消現在的蘇維埃政府，以期全國政權之統一；（四）取消紅軍名義及番號，改編為國民革命軍，受國民政府軍事委員會之統轄，並待命出動，擔任抗日前線之職責。中国国民党中央通讯社公布《中共中央为公布国共合作宣言》。新四軍成立，袁国平任政治部主任，张云逸任参谋长，司令员為陳毅、张鼎丞、張雲逸（兼）、高敬亭。9月23日，蔣委員長發表談話，盼中國共產黨真誠一致，為禦侮救亡而努力。蒋发表《对中国共产党宣言的谈话》，宣布承认中国共产党合法。至此，第二次国共合作形式上完成。9月山西爆发太原会战，至12月中华民国南京保卫战，國民政府撤退到重慶。随后日军上海派遣军（後改稱華中派遣軍）司令官是松井石根下令「南京大屠殺」，杀戮最严重的是第六师团师团长是谷寿夫。南京大屠殺持续数月，殺害中国平民和战俘30萬以上（远东国际军事法庭统计为26萬人以上），借此打击中國民眾士氣。早在1937年12月，李服膺因為從陣地上撤退在山西被槍決:122。
1938年1月，中國召回駐日大使:119。1月16日，日本內閣總理大臣近衛文麿宣讀決定：「日本政府不承認國民政府作為調整中日關係的談判的另一方，而要通過軍事行動推翻那個政權，以期出現一個新的中國政權，作為這種談判的一方。」；國民政府重申長期抗戰之決心:119。第七战区司令長官余漢謀部退至粤北地区。中國政府作戰中心遷往重慶市繼續抵抗。5月10日，日本海軍佔領華南福建沿海廈門市:174。日本軍事預算已達40億日圓，5月21日，德國軍事顧問從中國撤走:176-177。6月至10月的武汉会战，是1944年以前，中国抗日战争中规模最大的会战，参战日軍达30多万人，国民革命军达110万人。10月武汉会战结束后，中日双方进入相峙阶段。会战中，侵华日军损失近20万人，由此丧失战略进攻能力。中国军队大部份脱离战场，安全撤退，一部（桂系主力）留在大别山区敌後坚持游击。10月25日，湖北重鎮武漢三鎮相繼陷落。日軍在占领武汉和广州後，转入休整，因战线拉长，无力作進一步大規模戰略進攻。由於綿延上千公里的戰線以及後方游擊隊等因素，日本對中國採用“分而治之”的政策，扶持汉奸成立效忠日本的傀儡政權。
日本將建立“大東亞新秩序”的部分義務由中國分擔，透過德國駐華大使陶德曼調停（詳見陶德曼調停），藉以從側面誘導國民政府和談，並承諾和談成功後廢除在華不平等條約，歸還租界。然而在内面临战局不利外受到列强压力的困局下，蒋中正对抗战始终未有动摇，坚持抗战到底，其夫人宋美龄亦以三国时期之赤壁之战曹操劝降孙权为例子，劝告蒋切勿听信日本人，而务必坚持民族大义。日本占领中國大片國土，並继续施行「以華制華」的策略，建立汪精卫国民政府；重庆国民政府則以中国西南地区為大後方抵抗。期间日本对中华民国战时首都重庆大轰炸。
1939年9月，第二次世界大战爆发，歐美各國放棄將法西斯國家力量引向蘇聯的企圖，支持中國國民政府抗戰，反對中日和談。1939年年底，日军开展“桐工作”，试图与国民政府接触求和，国民政府派军统局特工予以应付。然而，1940年6月22日，法國宣佈投降，德國組織空襲英國，世界各地戰況均有利於法西斯，中國這時也出現廣泛悲觀傾向。到1940年年底，和谈仍无实质性结果，日方最终中止了和谈工作。
1940年起，有說法表明中共根據地開始從事特货鴉片種植銷售，1942年鴉片收入成為中共邊區經濟最重要收入來源，1944年更達到總財政收入30％的規模，透過此類貿易賺得許多金子、法幣等:461-483。美國駐華代辦艾哲遜於9月4日在重慶以呈國務卿1541號函，述瑞典人加斯塔夫·蘇得邦談話：「在山西共產黨地區種植鴉片所得之金錢，用以墊支共產黨的歲收，維持共產黨發行的貨幣，和購日本佔領區的商品……大部分鴉片似乎是在敵人控制的區域內出售或易貨」。中共以晉北及陝北鴉片栽種區域最廣，並以武裝部隊護送:41-117:263-298，將鴉片統一收購運至耀縣及柳林銷售:79-80，國民政府曾於1943年4月欲派內政部陝豫甘寧綏區煙毒檢查團赴陝北調查，遭蕭勁光拒絕:1452-1455。
1941年4月，蘇聯與日本簽署《日蘇中立條約》、《共同宣言》，其宣言內有：「……蘇聯誓當尊重『滿洲國』之領土完整與神聖不可侵犯性 ,日本誓當尊重『蒙古人民共和國』之領土完整與神聖不可侵犯性」:4681-4682。中國共產黨表態全力支持日本與蘇聯對中國主權的條約:8-9。4月15日，《新華日報》發表社論聲援兩國條約，并重申日蘇兩國條約並未變更中國領土權，反而確保了兩地的安全。國民政府外交部王寵惠部長發表聲明，強調東北四省及外蒙均為中華民國之領土，《蘇日共同宣言》對中國絕對無效:757-758。
汪精卫政权则于1943年1月对英、美宣战。1943年5月12日，日軍為打通長江上游航線並摧破重慶門戶而向湖北西部國民革命軍守軍发动进攻，最终没能打通從長江進攻重慶必經的石牌要塞。因此，石牌战役被誉为中国的“斯大林格勒保卫战”。
1944年，日軍在太平洋戰場的形勢惡化，在中国内陆取得豫湘桂会战的胜利。之後，华中日軍乘胜追击，在第四次长沙会战中击败薛岳，一路追击至湖南省南部重镇衡陽。1945年1月，从衡阳南下的日军与从广州北上的日军打通了粤汉铁路。豫湘桂会战，日军以50万兵力投入到广阔的地区，竟使号称600万之众的国军损兵70万。战后，国军失守大小城市146座，沦陷国土20万平方公里，航空基地7个，机场36个，而遭日军奴役的国民不下6000万人:3-6。全国舆论哗然，各界痛斥。日軍虽然最終控制了華南交通動脈粵漢鐵路并打通「大陸交通線」，但却无法保证其使用顺畅，反而使得兵力分散的弱点更为突出。豫湘桂溃败的同时，中国远征军和中国驻印军发動了滇西缅北大反攻。1944年3月10日，盟军发动密支那战役，至1944年8月2日，攻佔密支那。其中在松山戰役中，日本一個联隊稱被全殲，被称為日本二戰亞洲戰場上的一次「玉碎戰」。
1945年7月16日，美國原子彈試爆成功，美國總統杜魯門乃與英國首相邱吉爾取得蔣中正同意，勸告日本投降。8月，國軍收復廣西全境，原本預定打通中國對外運輸要道，因為日本投降而無須實行。戰後，中華民國作為二戰戰勝國，参与创建了聯合國并成为5个联合国安全理事会常任理事国之一。然而戰爭結束後不久第二次國共內戰即爆发，使中華民国在战后对日谈判中陷入不利境地。

### 中国共产党

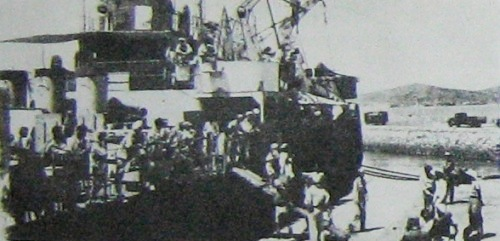
由美国总统特使乔治·卡特莱特·马歇尔批准使用美军舰船将中国共产党军队东江纵队由广东运往中国山东共产党控制区。图为东江纵队抵达烟台码头。

中国抗日战争期间，中国共产党奉蘇聯明確指示與中国国民党共組抗日民族统一战线的形式合作。与此同时，中共陕甘宁边区开展大生产运动，以解决自己的补给问题。
1935年，华北事变使中日民族矛盾上升为中国社会主要矛盾，引起国内和国际关系重大变化和各种政治力量重新组合。中国两个政權－－中華民國與中華蘇維埃共和國政策相应地发生变化。6月10日，中国共产党上海临时中央发表宣言，号召中国共产党各级组织必须与中国国民黨进行协作，共同抗日。8月1日，中国共产党驻共产国际代表团，在莫斯科奉蘇聯指示以中国共产党中央和中国苏维埃政府名义，发表《为抗日救国告全体同胞书》（即“八一宣言”），号召全國团结起来，停止内战，抗日救国，组织国防政府和抗日联军，並有力打擊閻錫山軍隊。接着，中国共产党中央于12月下旬在陕西省安定县瓦窑堡举行政治局会议，批判了中国共产党党内错误，通过《关于目前政治形势与党的任务决议》，确定了抗日民族统一战线策略方针。毛泽东又作了《论反对日本帝国主义的策略》之报告，系统地阐明了抗日民族统一战线之策略方针。
5月5日，中国共产党发表《停战议和一致抗日通电》，通電表示：中國共產黨「願意在一個月內與所有一切進攻抗日紅軍的武裝隊伍實行停戰議和，以達到一致抗日的目的」。呼吁南京国民政府“停止内战，双方互派代表，磋商抗日救亡具体办法”。

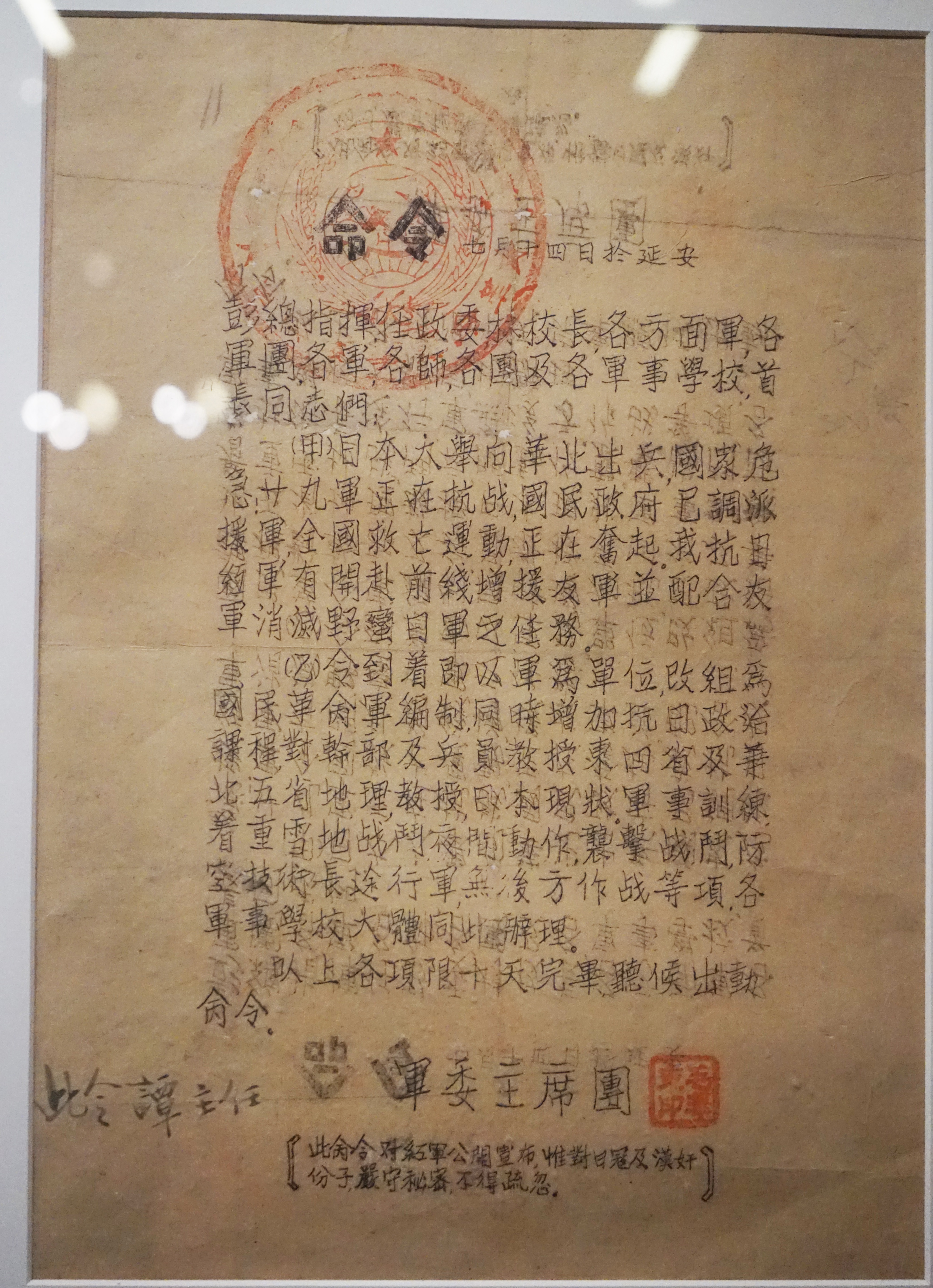
1937年中革军委主席团关于红军改组为国民革命军的命令

1936年8月，中国共产党中央根据形势之进一步变化，又发出《致中国国民党书》，明确提出挟民意以脅迫第二次国共合作，组成民族抗日统一战线，并把“抗日反蒋”口号改为“逼蒋抗日”。9月1日，中国共产党中央書記處向黨內發出《中央关于逼蒋抗日问题的指示》。在指示中，中国共产党放弃“抗日反蒋”，提出“逼蒋抗日”。
中国共产党設立之邊區政府、蒙古抗日遊擊隊等不受國民政府指揮之組織，也逐步壯大。敵後戰場大多為汪精卫政权的地方部隊。1937年12月14日，中共中央舉行政治會議，隨著日軍攻佔南京，毛澤東堅持獨立自主路線獲得黨內肯定，會議裡糾正以王明為首，所謂統一戰線團結抗日的右傾投降主義。
1938年1月15日，根據中央政府特別授權，晉察冀邊區政府在五台山正式成立，在山西、察哈爾及河北省共擁有10萬遊擊隊員:66；同日，蔣視察華北前線，在洛陽會晤八路軍總司令朱德和副總司令彭德懷:125。10月，国民革命军第十八集团军代表朱德提交国共两党举办抗日游击干部培训班的提议，并获得蒋中正同意。其后叶剑英、李涛等30多人代表中共军队前往执教。游击干部训练班共办7期，每期3个月，毕业学员共计5,659名。
中國抗日戰爭期間，中國共產黨于日占区（沦陷区）攻城掠地，擴充中國工農紅軍，在長江流域建立閩西、贛南、湘鄂、鄂豫皖、湘鄂西、閩浙贛等主要根據地，游擊區擴大到124縣個以上。
日本僅用少量資源即能引誘中國農工階層加入皇協軍隊伍，創造出大量不同名義的與日協作軍，在經濟上也誘惑資本受損的中國資產階級，向他們開放日軍佔領區的實業投資。面對這些因素，國民政府中開始不斷出現“中日和解”的聲音。日本態度轉變引起歐美國家與中國注意，其中歐美研判第三次近衛聲明的目標由中國轉向蘇聯，行動將有助於各國的利益，與慕尼黑協定類似，希望將日本戰火燃燒到蘇聯土地上，因而歐美各國開始向國民政府派遣遊説團勸説，希望蒋中正在各方利益沒有太大損失的情況下，與日本達成停戰協議。受此影響主张与日本媾和中國國民黨副總裁汪精衛到達越南。汪精卫發表“艷電”响应近卫声明，提出与日本“恢复和平”，在战争最紧张时，被视作公开叛国投降，打擊抗戰士氣。之後1939年發生「河內刺汪案」，蔣中正派出特務军统策划，企圖暗殺汪精卫而不果。汪精衛彻底投向日本，并于5月在上海与日本开展秘密谈判。蔣嚴正駁斥，明令通緝。
1940年12月26日，日本东条英机陆军大臣和杉山元参谋总长提出“不要单纯考虑南方，要确立以中国和北方问题为主的方针”，于1941年5月发动中條山會戰，以伤亡不到1万人的代价，造成国军5万多人伤亡，是抗战历史上中日双方伤亡最悬殊的战役之一。此后，八路军、新四军发起局部反攻，基本恢复1941年前的根据地范围:296-310。北京認為疆獨三區革命是近代史上具有重大歷史意義的民族民主革命運動，粉碎了帝國主義、專制獨裁的陰謀。伊寧市公園內有紀念疆獨三區革命烈士墓與紀念碑，由毛澤東題詞，並設立新疆三區革命歷史紀念館，占地6公頃。1944年，日軍在太平洋戰場的形勢惡化，兵力不足與運輸船隊遭美國獵殺使得戰爭物資緊缺；華北地區的資源生產遭到當地民兵與八路軍連續不斷的襲擾，絕大多數地區喪失了生產能力。此后，八路军、新四军发起局部反攻，基本恢复1941年前的根据地范围:296-310。此外，中共还派出王树声进军河南，派出王震进军湖南，开辟新的根据地。1944年3月5日至3月7日，新四军粟裕开始苏中1944年攻势作战，发起车桥战役，之后又陆续发动夏季攻势和秋季攻势，先后歼灭日伪军5万余人，攻克、逼退日伪据点60余处。
自1937至1945年，國民革命軍與日軍共进行了22次大型會戰、1,117次大型戰鬥、38,931次小型戰鬥，消灭日军450,000余人；中國約有35,000,000人死傷，經濟損失達6,000億美元。在抗日戰爭期間，中國共產黨與國民黨之間仍然發生多次摩擦，但總體上說維持了一致抗日的局面。中國共產黨亦發動多次敵後作戰，對日本的侵略起到了一定牽制作用。
1945年8月，蘇聯紅軍根據《雅爾塔協定》，隨即在8月8日對日宣戰，發動八月風暴行動，於8月9日出兵中國東北。此时日本关东军仅有70万人，部署在中国东北和朝鲜半岛，蘇聯紅軍則多达150万人投入到远东战场，雙方裝備懸殊。苏联对日作战1个多星期，佔领中国东北全境、日本南千岛群岛和朝鲜半岛北部。苏军撤出后，将大批军火弹药交给中共军队。8月15日，朱德并致牒英、美、蘇駐華大使，聲言國民政府無法代表中國接受日、偽軍投降，唯有延安總部才有權代表參加受降工作，並稱蔣介石為「法西斯頭子獨夫民賊」、「挑撥內戰」。